# كاثرين ريان
كاثرين ريان (بالإنجليزية: Katherine Ryan)‏ (و. 1983  م) هي ممثلة هزلية من جمهورية أيرلندا، وكندا، ولدت في سارنيا، أونتاريو.
.

## التعليم
تعلمت في جامعة تورنتو.

## وصلات خارجية
- كاثرين ريان على موقع IMDb (الإنجليزية)
- كاثرين ريان على موقع روتن توميتوز (الإنجليزية)
- كاثرين ريان على موقع ألو سيني (الفرنسية)
- كاثرين ريان على موقع ميوزك برينز (الإنجليزية)
- كاثرين ريان على موقع قاعدة بيانات الفيلم (الإنجليزية)

- كاثرين ريان في قاعدة بيانات الأفلام على الإنترنت